# 德格·格桑旺堆

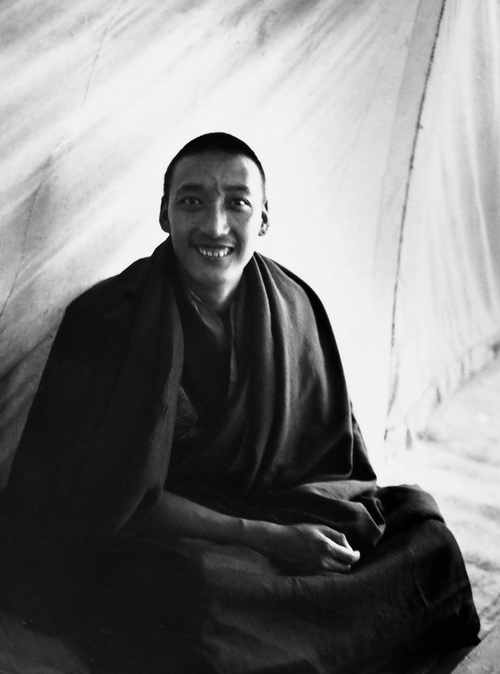
1937年前后，出家时期的德格·格桑旺堆

德格·格桑旺堆（藏語：སྡེ་དགེ་བསྐལ་བཟང་དབང་འདུས་，威利转写：sde dge bskal bzang dbang 'dus，1912年—1984年1月6日），藏族，西康省德化县（今四川省德格县）人，藏军代本、中国人民解放军将领，中华人民共和国政治人物、作家。

## 生平
德格·格桑旺堆是德格土司后裔。后来任藏军第九代本（相当于团长）。1950年10月，在昌都战役中，第九代本德格·格桑旺堆率部发动宁静起义，使宁静（今芒康）地区获得和平解放。
1950年后，历任昌都地区人民解放委员会副主任（1950年任命）、昌都警备司令部副司令员，中国人民解放军昌都军分区第一副司令员，昌都地区致敬团团长，昌都专区政协副主席，昌都地区军事管制委员会副主任。西藏自治区筹备委员会委员，西藏自治区筹备委员会卫生处副处长、文教处副处长，西藏自治区文教厅副厅长，西藏自治区政协委员，西藏自治区政协副主席，西藏自治区文联名誉主席，西藏自治区人大常委会副主任，第一、二、三、四、五届全国人大代表，第五届全国政协委员，第六届全国政协常务委员，中国作家协会第五届委员。1954年，当选第一届全国人民代表大会代表。1954年，西藏军区副政委王其梅代表国防部授予德格·格桑旺堆二级解放勋章。1956年5月，德格·格桑旺堆获中央军委授中国人民解放军大校军衔。
1984年1月6日，德格·格桑旺堆病逝，享年73岁。

## 著作
1950年，德格·格桑旺堆开始发表作品。1979年，参加中国作家协会。其著作有经书《松久巴，单久巴》、《西尺》，民间故事《山前山后的妈妈》、《羊与狼的故事》、《白底儿的天屎》、《山岭两侧的阿妈》，散文《藏穷仔马牛瓦朗西昔多仓林瓦》等。 